# Flyghandbok
En flyghandbok (på engelska Flight manual eller Pilots operating handbook) är en handbok som innehåller begränsningar, inom vilka ett luftfartyg är att anse som luftvärdigt samt erforderliga föreskrifter och upplysningar för flygbesättningens säkra handhavande av luftfartyget. Flyghandbok har två former, nämligen:
- Godkänd flyghandbok (till exempel Approved airplane flight manual). Flyghandbok som helt eller delvis godkänts av Luftfartsinspektionen, Luftfartsstyrelsen, Transportstyrelsen eller en annan luftfartsmyndighet (se CAA), eller
- Bolagsflyghandbok (Flight manual, company edition). Flyghandbok utarbetad av ett flygbolag på grundval av den godkända flyghandboken för att tillgodose företagets eget behov.